# Asunike Koondis
Der sogenannte Asunike Koondis („Siedlerverband“) war eine Partei im Estland der Zwischenkriegszeit. Sie verstand sich als Interessenpartei der estnischen Kleinbauern.

## Name
Die Partei wird in der Kurzform meist „Siedlverband“ genannt (wörtlich „Verband der Siedler“; estnisch Asunike Koondis bzw. in der in der Zwischenkriegszeit gebräuchlicheren Genetiv-Form Asunikkude Koondis).
Ihr offizieller Name war zunächst Ülemaaline Asunikkudeja Riigirentnikkude Liit – „Gesamtestnischer Bund der Siedler und Staatspächter“, ab der formalen Parteigründung 1925 Asunikkude, Riigirentnikkude ja Väikepõllupidajate Koondis – „Verband der Siedler, Staatspächter und Kleinbauern“ und ab 1931 Põllumeeste, Asunikkude ja Väikemaapidajate Koondis – „Verband der Landwirte, Siedler und Kleinhofbesitzer“. Der Name umschreibt zugleich die drei Hauptzielgruppen innerhalb der estnischen Wählerschaft.

## Hintergrund
1918 rief die Republik Estland ihre Loslösung von Russland und die staatliche Souveränität aus. Die Verfassungsgebende Versammlung (Asutav Kogu) schuf 1919/20 einen demokratischen Rechtsstaat nach westlichem Vorbild. Sie beschloss im Oktober 1919 auch eine umfassende Landreform. Der Großgrundbesitz, der sich hauptsächlich in der Hand deutschbaltischer Adliger befand, wurde enteignet.
Das Agrarland wurde unter bislang landlosen estnischen Kleinbauern („Siedler“) verteilt, die 56.000 neue Höfe schufen. Hinzu kamen 23.000 „Staatspächter“, die ihre Höfe vom Staat pachteten (und später durch langjährige Pacht erwerben konnten).
Estland war in der Zwischenkriegszeit noch weitgehend ein Agrarstaat. Außerhalb der Städte Tallinn und Narva war das Land nur gering industrialisiert. Die radikale Bodenreform von 1919 schuf eine neue gesellschaftliche Schicht estnischer Kleinbauern. Entsprechend wuchs ihr politischer Einfluss im parlamentarischen System der jungen Republik.

## Gründung
Die teils in den Städten lebenden Großbauern (und ein Gutteil der estnischen Industriellen) waren größtenteils in der 1917 gegründeten, rechts-konservativen „Estnischen Landvolkunion“ (Eesti Maarahva Liit) politisch organisiert, die sich 1920 in „Bund der Landwirte“ (Põllumeeste Kogud) umbenannte.
Die neuen Kleinbauern auf dem Land wählten Anfang der 1920er Jahre vornehmlich die sozialdemokratisch orientierte Estnische Arbeitspartei (Eesti Tööerakond). Die Forderungen der Arbeitspartei bei der Wahl zur Verfassungsgebenden Versammlung nach einer umfassenden Landreform und sozialer Gerechtigkeit für alle Einwohner Estlands stießen bei der Landbevölkerung auf fruchtbaren Boden. Nach Verwirklichung der Landreform 1919 verloren die Ideen der Arbeitspartei bei den Neubauern allerdings an Zugkraft.
In diese Lücke stieß der neu gegründete Siedlerverband, der sich immer besser politisch organisierte. Er verstand sich anfangs eher als eine überparteiliche Interessenvertretung der neuen Kleinbauernschaft. Für die Wahlen zur zweiten Legislaturperiode des estnischen Parlaments (Riigikogu) 1923 beschloss der Siedlerverband dann aber eine eigene Kandidatenliste. Sie erreichte auf Anhieb 3,8 % der Stimmen und zog mit vier Abgeordneten in das 100-köpfige Parlament ein. Als politische Partei wurde der Siedlerverband 1925, ein Jahr vor den nächsten Parlamentswahlen, offiziell aus der Taufe gehoben.

## Wahlergebnisse
Bei den nächsten Parlamentswahlen 1926 konnte die Partei ihr Wahlergebnis um über zehn Prozentpunkte steigern. Sie blieb in der gesamten Zwischenkriegszeit ein maßgeblicher politischer Faktor in der estnischen Parteienlandschaft.
| Wahl | Legislaturperiode | Stimmen | Abgeordnete (Riigikogu=100 Mandate)            |
| ---- | ----------------- | ------- | ---------------------------------------------- |
| 1923 | 2. Riigikogu      | 3,4 %   | 4                                              |
| 1926 | 3. Riigikogu      | 13,5 %  | 14                                             |
| 1929 | 4. Riigikogu      | 13,7 %  | 14                                             |
| 1932 | 5. Riigikogu      | 39,8 %  | 42 / nach Spaltung im Mai 1933 zwanzig Mandate |

## Regierungsbeteiligungen
Die Partei spielte eine stabilisierende Rolle im estnischen Parlamentarismus der Zwischenkriegszeit. Von Dezember 1925 bis zum Ende der estnischen Demokratie 1934 war sie – bis auf die Zeit zwischen Februar 1931 und Februar 1932 (Kabinett Päts III) – in jeder Koalitionsregierung vertreten. Sie war grundsätzlich mit allen anderen estnischen Parteien koalitionsfähig.

## Programmatik und Persönlichkeiten
Die Partei hatte kein umfassendes ideologisches Programm. Ihre Arbeit basierte auf dem Grundsatz, dass der einzige Reichtum Estlands die Landwirtschaft sei und entsprechend vom Staat gefördert würden müsse. Gleichzeitig verlangte die Partei die rechtliche und wirtschaftliche Gleichberechtigung der Kleinbauern mit den Großlandwirten. Sie blieb eine Partei der Mitte und des Ausgleichs. Häufig reklamierte der Siedlerbund in den Koalitionsregierungen das Amt des Landwirtschaftsministers für sich.
Führende Politiker der Partei waren die (mehrmaligen) Minister Oskar Köster, Johannes-Friedrich Zimmermann, Otto Tief und Karl-Johannes Soonberg, der letzte Präsident des Riigikogu vor dem Zweiten Weltkrieg Rudolf Penno und der Diplomat Heinrich Laratei.
Sprachrohr der Partei war von 1926 bis 1929 die Zeitung Maa („Das Land“). Chefredakteur war ab 1927 der einflussreiche Journalist und langjährige Abgeordnete Jaagup Loosalu. 1929 benannte sich die Zeitung in Maaleht („Landzeitung“) um. Der Partei stand auch die agrarische Monatszeitschrift Uus Talu („Der neue Hof“) nahe, die von 1925 bis 1940 erschien.

## Vereinigungsprojekt mit den Großagrariern
Ende der 1920er Jahre glichen sich die Interessen des großagrarischen „Bunds der Landwirte“ und des kleinbäuerlichen Siedlerverbands immer mehr an. Stärker wurden so die Forderungen, beide politischen Gruppierungen zu einer einzigen Agrarierpartei zusammenzuschließen. Die Herausforderungen der Weltwirtschaftskrise verstärkte bei allen estnischen Parteien den Trend zu Zusammenschlüssen insgesamt, um der starken Fragmentierung der Parteienlandschaft und des Parlaments entgegenzuwirken.
Am 26. Januar 1932, wenige Wochen vor der Parlamentswahl 1932, kam es zur Vereinigung der beiden agrarischen Fraktionen. Der offizielle Parteizusammenschluss zur „Partei der vereinigten Landwirte“ (Ühinenud Põllumeeste Erakond) wurde auf einem Vereinigungskongress am 29. Februar 1932 beschlossen. Die Partei wurde bei den Wahlen mit fast 40 % der Stimmen und 42 der 100 Mandate mit Abstand die stärkste Fraktion im estnischen Parlament; allerdings verfehlte sie die angestrebte absolute Mehrheit deutlich.
Der Parteizusammenschluss blieb nicht von langer Dauer. Er war ein Vereinigungsprojekt der Parteispitzen, ohne dass die Basis mitgenommen wurde. Die gemeinsame Partei und die Parlamentsfraktion brach ein Jahr nach der Parlamentswahl, am 18. Mai 1933, auseinander. Grund war vor allem der Streit um eine Abwertung der Estnischen Krone, um die Exportwirtschaft wieder konkurrenzfähig zu machen. Der „Bund der Landwirte“ lehnte dies entschieden ab.

## Präsidentschaftswahl 1934
Anfang der 1930er Jahre geriet der estnische Parlamentarismus unter immer stärkeren Druck der rechtsextremen außerparlamentarischen Opposition. Der „Bund der Freiheitskämpfer“ machte Front gegen das instabile politische System mit seinen häufig wechselnden Regierungen. Er forderte stattdessen einen Führerstaat.
In einer Volksabstimmung gelang es dem „Bund der Freiheitskämpfer“, eine neue Verfassung durchzusetzen, die am 24. Januar 1934 in Kraft trat. Sie stellte das neugeschaffene Amt des Staatspräsidenten ins Zentrum des politischen Systems; Parlament und Regierung sollten nur eine schwache Rolle spielen.
Im April 1934 sollten Wahlen zum Präsidenten und zum neuen Parlament stattfinden. Dem Siedlerverband gelang es, den populären, parteilosen Ex-General Johan Laidoner für eine Kandidatur zu gewinnen. Er trat gegen den wahrscheinlichen Wahlgewinner Andres Larka vom „Bund der Freiheitskämpfer“ sowie gegen Konstantin Päts vom „Bund der Landwirte“ und den Sozialdemokraten August Rei an.

## Ende der parlamentarischen Demokratie
Die Wahlen fanden im letzten Moment nicht statt. Am 12. März 1934 riss der amtierende Staats- und Regierungschef Konstantin Päts in einem unblutigen Putsch die Macht an sich. Er machte Laidoner zum Oberbefehlshaber der Streitkräfte. Die Führung des Siedlerverbands war in die Putschpläne höchstwahrscheinlich nicht eingeweiht.
Päts ließ mit nachträglicher Billigung des Parlaments für sechs Monate den Verteidigungszustand ausrufen und die Führungsriege des „Bunds der Freiheitskämpfer“ verhaften. Die anstehenden Wahlen wurden verschoben.
Am 7. September 1934 verlängerte Päts den Verteidigungszustand überraschend um ein Jahr. Eine Woche später verkündete Innenminister Kaarel Eenpalu, dass das Parlament nur noch zu außerordentlichen Sitzungen zusammentreten solle; die Tagesordnung müsse von der Regierung gebilligt werden. Am 22. September 1934 wurden die Parteien mit einem Betätigungsverbot belegt. Der Weg in den Polizeistaat begann.
Am 28. September 1934 trat das Parlament erstmals seit der Sommerpause wieder zusammen. Die Regierung verlangte, den ehemaligen Militär Jaan Soots zum Parlamentspräsidenten zu wählen, was die große Mehrheit der Abgeordneten ablehnte. Das Parlament wählte stattdessen Rudolf Penno vom Siedlerbund zu seinem neuen Vorsitzenden. Penno wurde damit faktisch zum Oppositionsführer gegen das autoritäre Regime von Päts und Laidoner gewählt. In einer weiteren Parlamentsdebatte am 2. Oktober 1934 kritisierte vor allem der Siedlerverband die Regierung scharf und warf ihr Verfassungsbruch vor. Der Widerstand blieb allerdings vergeblich. Am 3. Oktober 1934 erließ die Regierung ein Verbot weiterer Parlamentssitzungen. Die Partei löste sich in den Folgemonaten auf.